# Stazione di Cavaillon
La stazione di Cavaillon (Gare de Cavaillon in francese) è una stazione ferroviaria posta lungo la linea Avignone-Miramas a servizio della città di Cavaillon, nel dipartimento delle Vaucluse. Funge da capolinea della ferrovia per Saint-Maime e Dauphin.

## Storia
Fu aperta al traffico il 29 dicembre 1868 dalla Compagnie du chemin de fer de Lyon à la Méditerranée.